# فراس (مجلة)
مجلة فراس هي مجلة أسبوعية تصدر عن مؤسسة آلاء للتوزيع والإنتاج الفني بلندن، وصدرت شهرياً لأكثر من خمسين عدداً. رئيس تحريرها: خلف بن عبد الله السليمان. عنوان المجلة: ص.ب 17858: جدة 21494. وعنوان موقعها الإلكتروني www.farastoon.com صدر العدد الأول منها في رجب 1419هـ، إخراج المجلة لممدوح الفرماوي، وقطعها 24×17 سم.
توجه المجلة إلى سن الفتيان والفتيات. وتحوي المجلة مقدمة يكتبها رئيس التحرير يخاطب فيها الكبار. ليس في المجلة شخصيات رئيسية متكررة. ويغلب على المجلة طابق التوجيه الأخلاقي المباشر. تضم المجلة 19 صفحة من بين 52 صفحة من الرسومات يرسمها رسامون عرب. كما تحوي المجلة على إعلانات عن سيارات أو ألبان الأطفال، وجميع صفحاتها ملونة.
رغم كون المجلة شهرية، إلا أنها تنشر قصصاً كرتونية مسلسلة، تمتلئ المجلة بأبواب التسالي والمسابقات وهناك فهرس قصير في الصفحات الأولى من المجلة، من بين المسابقات ما هو إعلاني، مثل: لون واربح، باعتبار أن المجلة تعلن عن البضائع التي تمثل الجوائز، ومنها أجهزة منزلية ومأكولات، وملابس، وعطور، وهناك مسابقات متعددة يعدها اللويحق، منها مسابقة القصة، ومنها دعوة لتأليف وكتابة قصة، ومسابقة للرسم، ومسابقة للرسامة المتميزة، أما التسالي فتتضمن تعلم كلمات إنجليزية.
لا تضم المجلة أي ملاحق لكنها تنشر صوراً للقراء تحت عنوان أحباء فارس، وتنشر مساهمات القراء في صفحتين من طراز هل تعلم، حكاية رجل فصيح، أقوال مأثورة من نور النبوة، أضف لمعلوماتك...
ليس هناك شعار للمجلة سوى أنها مجلة الفتيان والفتيات، تصدر مع بداية كل شهر هجري، وهناك بطاقة أخرى للصداقة، تعتمد المجلة على إعلانات تجارية في أكثر من موقع، وهي إعلانات خاصة بمنتجات للأطفال. سعر المجلة بالسعودية 6 ريالات في عام 1424هـ الموافق 2004م، وفي الإمارات 6 دراهم.

## الأبواب
- الحياة من حولنا
- مسابقة لون واربح
- فنون ليلى
- بريد الأصدقاء
- مسابقات فراس
- موقع فراس نون
- فاسألوا أهل الذكر
- مندوبنا في المدارس
- مسابقة أفضل تعليق
- مشرق ومغرب
- أحباء فارس

## فريق العمل
- أحمد العباسي
- منذر أبو حلتم
- ياسمين زياد أبو طالب
- جعفر صادق
- سامي خلف اللويحق: يعد التسالي
- عائشة منصور
- ضرغام فاضل
- محمود الرجبي
- يحيى صقر: يرسم أغلب الصفحات ويشارك في الكتابة.
- ليث عدنان
- صبحي السيد
- عمار يونس
- حسن عدنان